# Hetzjagd (Würfelspiel)
Hetzjagd ist ein einfaches Würfelspiel mit einem einzelnen Würfel und einem Würfelbecher für beliebig viele Mitspieler.

## Spielweise

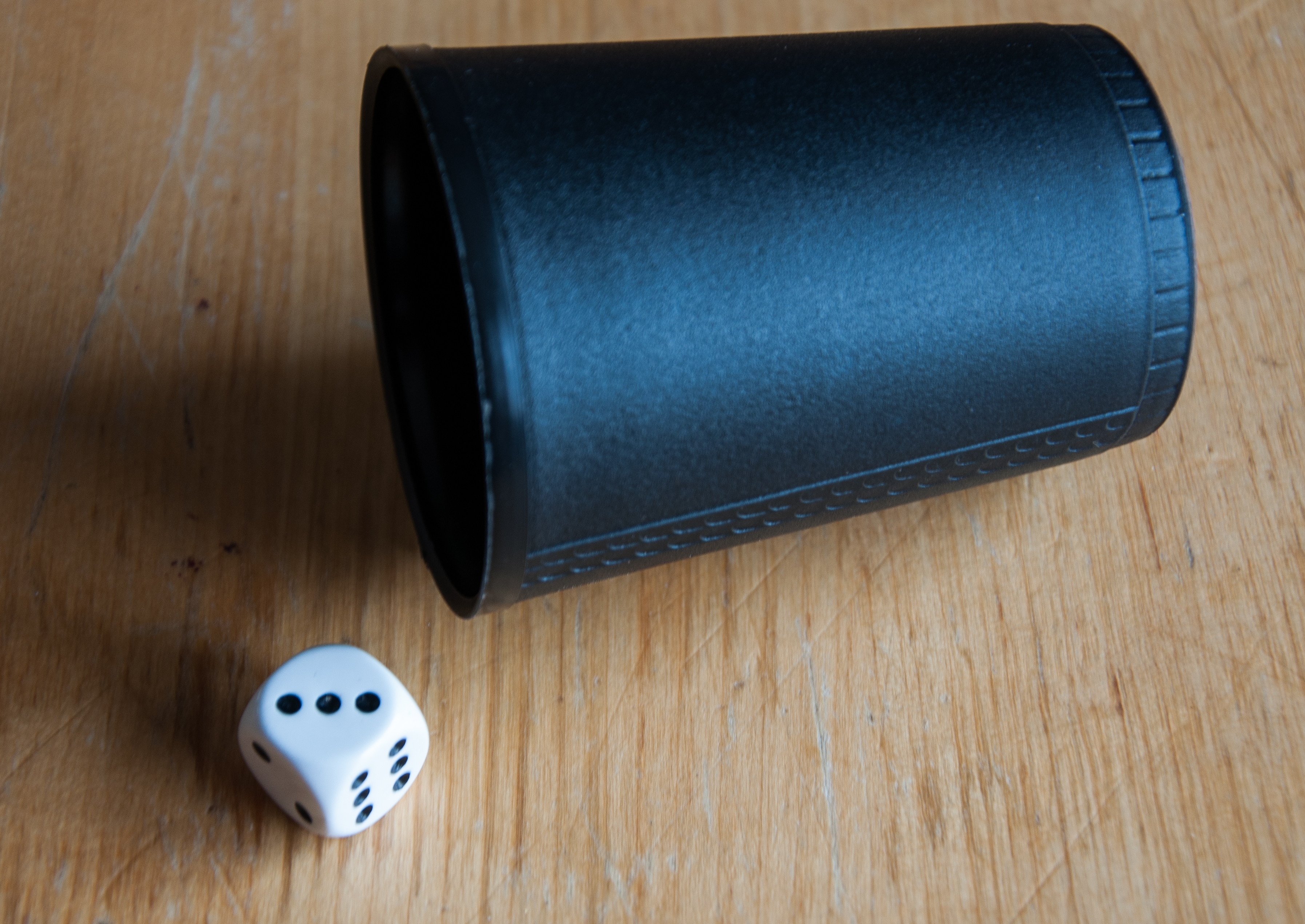
Hetzjagd wird mit einem einzelnen Würfel und Würfelbecher gespielt.

Das Spiel wird reihum und sehr schnell gespielt. Jeder Spieler würfelt einmal und immer dann, wenn eine Eins gewürfelt wird, wird diese laut gezählt. Gewinner des Spiels ist der Spieler, der zuerst die 21. Eins geworfen hat.
In einer Variante muss nach der 20. Eins erst eine Sechs gewürfelt werden, bevor die 21. Eins gewertet wird. Derjenige, der diese Sechs wirft, darf nochmals würfeln.

## Belege
1. 1 2 3  „Hetzjagd“ In: Erhard Gorys: Das Buch der Spiele. Manfred Pawlak Verlagsgesellschaft, Herrsching o. J.; S. 401.